# 자를란트 대학교

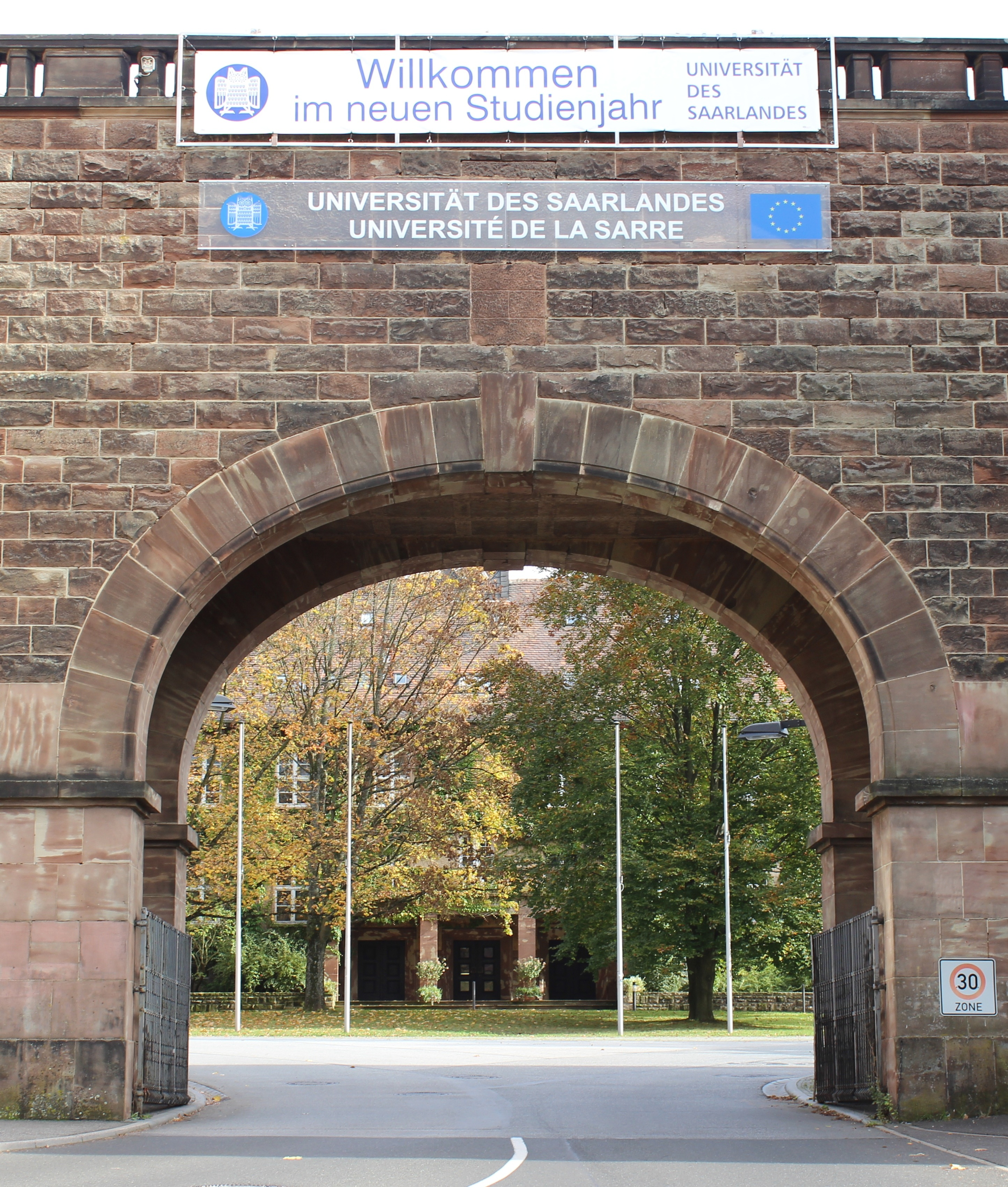
입구

자를란트 대학교(독일어: Universität des Saarlandes, 발음: [univɛʁziˈtɛːt dɛs ˈzaːɐ̯landəs])는 독일 자를란트주의 주도인 자르브뤼켄에 위치한 공립 연구형 대학이다. 1948년 프랑스와 협력하여 홈부르크에 설립되었으며, 모든 주요 과학 분야를 아우르는 6개의 학부로 구성되어 있다. 2007년에는 독일 컴퓨터 과학 우수 센터로 선정되었다.
독일어와 프랑스어를 구사하는 교수진 덕분에 이 대학은 국제적인 위상을 갖추고 있으며, 1950년 "유럽 대학"으로 선포되고 1951년 "왕관과 상징"으로 유럽연구소(Europa-Institut)가 설립됨으로써 그 위상이 더욱 확고해졌다.
자를란트 대학교 재직 중 9명의 교수가 독일 최고의 연구상인 고트프리트 빌헬름 라이프니츠상을 수상했다.